# Василий и Феодор Печерские
Васи́лий и Фео́дор Пече́рские (ум. ок. 1098) — преподобномученики Русской православной церкви.

## Биография
Раздав все свое имение нищим, Феодор вступил в Киево-Печерский монастырь и поселился в Варяжской пещере, соседней с пещерами Феодосия. Много лет прожил он тут строгой монашеской жизнью, но затем стал жалеть об утраченном богатстве. Ему явилась мысль, что проживет он долго, «изнеможет телом» и не в состоянии будет питаться монастырской пищей. Феодора угнетала эта мысль и, как говорит летописное повествование о нем, он «был близок к отчаянию». Один из иноков, Василий, принял в нем участие и предложил воспользоваться всем своим имуществом: «Если хочешь имения, возьми все, что у меня есть», — сказал он. Феодор отказался и остался в монастыре. С тех пор его с Василием связывала самая тесная дружба. 
Когда однажды Василий ушел по делам из монастыря надолго, прежние мысли о богатстве вернулись к Феодору и он вспомнил, что когда-то, по преданию, в его пещере были зарыты варягами золото и дорогие сосуды; найдя сокровища, Феодор хотел уйти из монастыря и, купив имение, зажить покойно. Однако вернувшийся вскоре Василий убедил его не делать этого. Феодор последовал совету друга и зарыл сокровища обратно в землю. Летописец повествует, что Феодор, чтобы в праздности не увлекаться вредными мыслями, поставил у себя в пещере жернов, брал из закромов зерновой хлеб и ночью перемалывал его. 
Прошло много лет. Состарившийся Феодор перешел в старый монастырь, где выстроил себе келью вскоре после сожжения его половцами (в 1096 году), а Василий поселился в его пещере. О сокровищах, когда-то зарытых Феодором, узнал князь Мстислав, сын Святополка Изяславича. В ту переходную эпоху христианство еще только начинало развиваться, еще живы были языческие нравы и обычаи и у многих благочестие ограничивалось только внешним исполнением обрядов, когда же дело шло об удовлетворении страстей, то на заповеди религии и ее служителей обращали мало внимания, что мы и видим на примере Феодора. Мстислав призвал его к себе и потребовал указать место, где зарыты сокровища, обещая поделиться с ним и свою признательность. Феодор отказался исполнить его требование, ссылаясь на то, что забыл; не сказал он, где зарыты сокровища и после того, как Мстислав приказал его пытать; Феодора мучили до того, что вся власяница его была омочена кровью, затем приказано было его повесить стремглав в сильном дыму и подложить под него огонь. Князь приказал бить и Василия, «быв шумен от вина» и рассвирепев, он пустил стрелу в Василия. Оба друга скончались за тем в следующую ночь. Кончину святителей надо отнести к 1098 году, так как Мстислав вскоре после этого умер, а именно 15 июля 1099 года он был убит стрелой на стене Владимирской крепости, произнеся перед смертью слова: «Умираю за Федора и Василия».
Память святителей Феодора и Василия празднуется 11 (24) августа в День независимости Украины. Мощи их похоронены были в Варяжской пещере, в которой они подвизались, а затем перенесены в Антониеву пещеру, где покоятся и ныне.